# Гунин, Николай Петрович
Николай Петрович Гунин (26 сентября 1924, Чуевка, Амурская губерния — 26 апреля 2011, Ульяновск) —  тренер советской хоккейной и футбольной команды «Волга» (1959—1974), заслуженный тренер РСФСР (1962), почётный гражданин Ульяновской области (2007) .

## Биография
Родился в селе Чуевка ныне Тамбовского района Амурской области, недалеко от Благовещенска. Когда ему исполнилось десять лет, семья переехала в Хабаровск. Вскоре Гунин потерял родителей — сначала умерла мать, потом был репрессирован отец. 13-летний Николай, его старший брат и младшая сестра остались сиротами. Детство было трудным, а единственным доступным увлечением оказался спорт.
Гунин с 1947 года активно занимался спортом, выступал за команды по хоккею с мячом из Комсомольска-на-Амуре и Ульяновска. Также играл в футбол в соревнованиях коллективов физкультуры.
С 1959 по 1974 год был главным тренером ульяновской команды по хоккею с мячом «Волга». Внес большой вклад в развитие футбола и хоккея с мячом в Ульяновской области. Подготовил 25 мастеров спорта СССР, мастеров спорта международного класса, ставших впоследствии чемпионами мира и призерами Олимпийских игр. Среди них восьмикратный чемпион мира, заслуженный мастер спорта СССР Е. Герасимов, чемпион мира, заслуженный мастер спорта В. Монахов, чемпион мира, заслуженный мастер спорта СССР Н. Афанасенко, мастер спорта СССР международного класса, бронзовый призер Олимпийских игр в Москве В. Лампеев, Заслуженные тренеры России Г. Печканов и А. Рушкин.
Одновременно с работой в хоккее с мячом, входил в тренерский штаб футбольной «Волги» в качестве тренера (1966—1970) и начальника команды (1971—1976). Во второй половине 1970 года работал главным тренером клуба.
В 1977 году перешел на работу в детско-юношескую спортивную школу.
Умер 26 апреля 2011 года.

## Награды и звания
- Орден Отечественной войны
- Медаль «За победу над Японией»
- Ветеран Великой Отечественной войны
- Заслуженный тренер РСФСР
- Ветеран спорта СССР